# 加莱拉湖
加莱拉湖（印尼语：Danau Galela）是印度尼西亚哈马黑拉岛北部的一座湖泊，是哈马黑拉岛的最大湖，由北哈马黑拉县管辖。东距加莱拉3公里。湖泊面积约250公顷。